# Gagliaudo Aulari
Gagliaudo Aulari è un personaggio della tradizione popolare (e la maschera carnevalesca) della città di Alessandria.
Secondo la leggenda salvò la città durante l'assedio del Barbarossa nel 1174. Stremati dal lungo assedio, gli alessandrini si trovarono a un bivio: arrendersi o trovare un sistema per salvarsi. Mentre il Consiglio degli Anziani era riunito al castello di Rovereto intervenne in loro aiuto un popolano, Gagliaudo, pastore e produttore di formaggi, che ideò uno stratagemma. Trovata una vacca, la fece nutrire con tutte le granaglie e i viveri rimasti in città, quindi una sera uscì dalle mura per portare la bestia a pascolare. I nemici lo catturarono e uccisero la bestia, ma rimasero meravigliati dal contenuto del suo stomaco e subito informarono l'Imperatore dell'accaduto. Questi convocò immediatamente il Gagliaudo per interrogarlo. Il vecchio riferì che la città era ben lontana dall'essere sul punto di arrendersi, bensì tali e tanti erano i viveri a disposizione degli alessandrini, che essi avrebbero potuto resistere all'assedio ancora per mesi. Il Barbarossa, alla notizia, decise di togliere l'assedio.
Sempre secondo la tradizione popolare, sull'angolo della facciata del Duomo di Alessandria una scultura di origine romanica raffigura proprio il salvatore della città, intento a trasportare sulle spalle una formaggetta lodigiana. Più probabilmente la statuetta raffigura Atlante che regge il mondo (piatto).
La storia è stata ripresa da Umberto Eco nel suo romanzo Baudolino.